# Lucassenia peyrierasi
Lucassenia peyrierasi är en skalbaggsart som beskrevs av Ruter 1975. Lucassenia peyrierasi ingår i släktet Lucassenia och familjen Cetoniidae. Inga underarter finns listade i Catalogue of Life.